# Тюммель, Мориц Август фон
Мориц Август фон Тюммель (нем. Moritz August von Thümmel 27 мая 1738, Шёнефельд (Лейпциг), Германия — 26 октября 1817, Кобург, Германия) — немецкий писатель
 и поэт, министр герцога Эрнста Фридрих Саксен-Кобургского. 
Писал сатирически-эротические романы в духе рококо. В первых его произведениях заметно влияние Кристофа Виланда.
При жизни был самым читаемым писателем в Германии,  но к концу XIX века был практически забыт.

## Труды
- «Прививание любви» поэма, 1771
- «Вильгельмина, или Окрученный педант» роман, 1764
- «Святой Килиан и любовная парочка» роман, опубликован посмертно в 1818 году
- «Путешествие в полуденные области Франции» роман со стихами в 10-ти томах публиковался с 1791 по 1805 год